# Ashby (Minnesota)
Pour les articles homonymes, voir Ashby.
La ville américaine de Ashby est située dans le comté de Grant, dans l’État du Minnesota. Lors du recensement de 2010, sa population s’élevait à 446 habitants.